# Gero Kretschmer
Gero Kretschmer, né le 6 mai 1985 à Cologne, est un joueur de tennis allemand, professionnel entre 2005 et 2017.
Il compte 1 titre en double sur le circuit ATP et 9 titres sur le circuit ATP Challenger.

## Carrière
Il remporte son premier tournoi en Australie fin 2005. Principalement actif sur le circuit Future, il a gagné sept titres ITF et atteint une 361e place en 2010. En 2011, une blessure contractée durant un Future en Inde l'écarte des courts pendant six mois, ce qui le pousse à s'orienter vers le double en 2013 où il fait régulièrement équipe avec son compatriote Alexander Satschko. Ils atteignent les finales des tournois Challenger de Košice, Scheveningen et Casablanca puis remportent celui de Poznań. En 2014, après un nouveau succès à São Paulo, ils atteignent les demi-finales à Marseille. Début 2015, ils créent la surprise en remportant leur premier titre ATP à Quito avec un statut de remplaçant. Cette année-là, ils s'illustrent également à Shenzhen et Côme. En 2016, il remporte les tournois de Guadalajara et Naples, tandis qu'en 2017, il s'impose à Qingdao et Vicence.

## Palmarès

### Titre en double messieurs
| No | Date       | Nom et lieu du tournoi | Catégorie | Dotation  | Surface      | Partenaire         | Finalistes                        | Score     |          |
| -- | ---------- | ---------------------- | --------- | --------- | ------------ | ------------------ | --------------------------------- | --------- | -------- |
| 1  | 02-02-2015 | Ecuador Open Quito     | ATP 250   | 439 405 $ | Terre (ext.) | Alexander Satschko | Víctor Estrella Burgos João Souza | 7-5, 7-63 | Parcours |

## Parcours dans les tournois duGrand Chelem

### En double
| Année | Open d'Australie | Open d'Australie | Internationaux de France | Internationaux de France | Wimbledon                   | Wimbledon            | US Open | US Open |
| ----- | ---------------- | ---------------- | ------------------------ | ------------------------ | --------------------------- | -------------------- | ------- | ------- |
| 2015  | —                | —                | —                        | —                        | 1er tour (1/32) A. Satschko | Bob Bryan Mike Bryan | —       | —       |

N.B. : le nom du ou de la partenaire se trouve sous le résultat ; le nom des ultimes adversaires se trouve à droite.

## Classement ATP en fin de saison
| Année          | 2003 | 2004 | 2005 | 2006 | 2007 | 2008 | 2009 | 2010 | 2011 | 2012 | 2013 | 2014 | 2015 | 2016 | 2017 |
| Rang en simple | —    | —    | 587  | 518  | 518  | 437  | 346  | 443  | 645  | 778  | 977  | 1388 | 1256 | —    | —    |
| Rang en double | 1564 | —    | 1060 | 689  | 649  | 948  | 617  | 172  | 512  | 405  | 118  | 128  | 84   | 111  | 139  |

Source : (en) Classements de Gero Kretschmer sur le site officiel de la Fédération internationale de tennis